# Pietro Avogadro
Pietro Avogadro (Brescia, 1667 – Brescia, 22 marzo 1737) è stato un pittore italiano.

## Biografia
I suoi estremi cronologici sono stati precisati da Camillo Boselli nel 1965, il quale ha reso noto che nel Libro undicesimo dei morti 1706-1747 dell'archivio parrocchiale della chiesa di San Giovanni Evangelista, sotto il marzo 1737, è scritto che "Adì 22 d.o S. Pietro Avogadro ricevuti li SS.mi Sag.mti morì in età d'anni 70 e fu sepolto in q.a Ch.a". Fino ad allora la questione era poco chiara, tratteggiata solamente da un'annotazione di un manoscritto conservato nella Biblioteca Queriniana di Brescia dove sta scritto che "Pietro Avogadro morì circa l'anno 1737 in ettà di anni 74".
Precisata quindi la data di nascita al 1667, trova giusta collocazione cronologica anche la prima attività dell'Avogadro nel 1683, poco più che sedicenne, come collaboratore di Pompeo Ghitti nell'esecuzione degli affreschi della chiesa di Sant'Agata. Parallelamente decade l'ipotesi che vedeva l'Avogadro a Bologna dopo il 1704 per completare il suo alunnato dopo la morte del Ghitti, avvenuta in quell'anno: nel 1704 il pittore aveva già 33 anni ed è inverosimile che avesse ancora da compiere la propria formazione professionale.
L'Avogadro, in ogni caso, compie davvero un soggiorno bolognese dopo il 1704, ma evidentemente non per compiere l'alunnato del defunto Ghitti, motivazione data forse da errate interpretazioni successive. Di lui si conosce anche un'attività di disegnatore per l'incisore veneziano Antonio Luciani.

## Stile
Il documentato soggiorno bolognese non sembra aver avuto influenze evidenti sullo stile dell'Avogadro, che verte principalmente sulla tradizione veneto-bresciana post manieristica senza discostarsene troppo, preferendo muoversi in un duttile repertorio collaudato con la stessa, disinvolta capacità di assimilazione, eclettica ma efficace, alla quale già ricorsero altri manieristi prima di lui, primo tra tutti Pietro Marone.
L'avanzare della sua produzione rivela un sempre più evidente orientamento verso il colorismo veneto, caratterizzante le sue opere dell'inizio del Settecento tra le quali la Madonna col Bambino tra i santi Francesco e Antonio da Padova per la chiesa di San Carlo e, soprattutto, il suo capolavoro riconosciuto, il Martirio dei santi Crispino e Crispiniano per la chiesa di San Giuseppe.
Anche Federico Nicoli Cristiani, nel 1807, gli riconosce doti d'acutezza: "Riuscì bizzarro nelle invenzioni, eccellente nel disegno, specialmente ne' nudi, e felice nel colorito".

## Opere
Non sono note molte opere di Pietro Avogadro e alcune tra queste, segnalate nelle antiche guide cittadine, sono andate perdute. Il suo percorso artistico è comunque ricostruibile da quelle pervenute, che completano in modo soddisfacente il catalogo della sua produzione:
- Crocifissione e Sibille, profeti e angeli, 1683, affreschi, chiesa di Sant'Agata, Brescia.
- Deposizione, 1707, chiesa di Sant'Eufemia della Fonte, Brescia.
- Martirio dei santi Crispino e Crispiniano, 1706, chiesa di San Giuseppe, Brescia.
- Santi Quattro coronati, 1716, chiesa di San Giuseppe, Brescia.
- Adorazione dei Magi, inizio XVIII secolo, chiesa di San Giuseppe, Brescia.
- Madonna col Bambino tra i santi Francesco e Antonio da Padova, inizio XVIII secolo, chiesa di San Carlo, Brescia.
- Storie della vita di San Pietro, post 1713, chiesa di San Francesco d'Assisi, Brescia (parzialmente perduti nel 1943).
- San Michele Arcangelo, 1732, chiesa parrocchiale di Bagnolo Mella.

Altre opere sono conservate nel Museo diocesano di Brescia e nella chiesa dei Santi Faustino e Giovita, nella quale è presente, nella cappella del Santissimo Sacramento, una tela ottagonale raffigurante l'Incontro di Abramo con Melchisedek a lui attribuita.